# 雙子座3
雙子座3，又名BD+23 1226，HD 42087、SAO 78050、HR 2173，是雙子座的一颗恒星，视星等为5.75，位于銀經187.75，銀緯1.77，其B1900.0坐标为赤經6h 3m 39.6s，赤緯+23° 1.77′ 47″。